# Johann Fink (Mediziner)
Johann Fink (auch Johann Finck; Johann Vinck; * um 1440 in Sulzfeld am Main; † nach 1505 wohl in Landshut) war ein Mediziner und als solcher Leibarzt des Herzogs Georg des Reichen.

## Leben und Wirken
Johann Fink wurde um das Jahr 1440 in Sulzfeld am Main geboren, das im Einflussbereich des Würzburger Fürstbischofs im heutigen Unterfranken lag. Über die frühen Jahre des späteren Leibarztes schweigen die Quellen. Er wird erstmals in den Matrikeln der Universität Wien fassbar. Hier studierte er zwischen 1461 und 1464 Medizin. Seine Studien setzte er zwischen 1467 und 1471 an der Universität Padua fort, wo er schließlich ein Lizenziat in Medizin erlangte. Fink ging daraufhin wieder nach Franken, um einige Jahre in Würzburg, der Hauptstadt des Fürstbistums zu praktizieren.
Bereits 1476 brach er allerdings neuerlich nach Italien auf, um hier seinen Doktortitel zu erlangen. Nach seiner Promotion assistierte Fink dem amtierenden Leibarzt des Papstes in Rom, später war er in der Stadt auch als selbstständiger Mediziner tätig. Es folgte zwischen 1479 und 1481 eine Position als Arzt in der Reichsstadt Nürnberg. Anschließend stieg Fink zum Stadtarzt von Amberg auf, das dem Herrschaftsgebiet der Wittelsbacher zugerechnet werden kann.
Bereits 1485 nahm Fink eine neue Stelle als Leibarzt der Fürstbischöfe von Eichstätt an, wo er zum medizinischen Berater Wilhelms von Reichenau und Gabriels von Eyb aufstieg. Schließlich rief ihn 1499 Georg von Bayern-Landshut als Leibarzt an seinen Hof. Unklar ist, ob auch Georgs Nachfolger Albrecht auf die Expertise von Fink setzte. Johann Fink starb nach der Pestepidemie von 1505 wohl im Herrschaftsgebiet des Herzogs, vielleicht in der Hauptstadt Landshut. 

## Werke
Von Johann Fink haben sich noch zwei Werke vollständig überliefert. Da ist zum einen seine eigene Lebensgeschichte, die er als Andenken für seine Kinder und Enkel verfasste. Zum anderen erschien 1475 die sogenannte Pestschrift mit dem lateinischen Namen „Decem quaestiones de peste“, die eine breite Rezeption erfuhr. Daneben haben sich einzelne handschriftliche Notizen des Arztes erhalten.